# Losdemokratie (Partei)
Die Partei Losdemokratie - Partei für eine starke Bürgerschaft wurde am 09.08.2025 in München gegründet. Sie versteht sich als Reformpartei mit dem Ziel verfassungsgebende Änderungen hin zu einer Vollinklusion der Bürgerschaft in politischen Institutionen anzustoßen. Diese soll mit dem Mittel des antiken Losverfahrens bewerkstelligt werden. Die Partei versteht sich als ideologisch überparteilich.

## Profil

### Theorie
Die Partei folgt inhaltlich der Analyse des belgischen Historikers David Van Reybrouck. 

Dieser betrachtet in seinem 2016 erschienenen Buch Gegen Wahlen: Warum Abstimmen nicht demokratisch ist die antike attische Demokratie. Dafür unterzieht er Autoren wie Rousseau, Montesquieu und Burke einer demokratietheoretischen Revision und plädiert für die Bezeichnung "Wahlaristokratie" wo von elektoral-repräsentativen Demokratien die Rede ist. Dafür bemüht er Ausführungen Aristoteles:
"Es gilt z.B. für demokratisch (arché) durchs Los, und für oligarchisch, sie durch Wahl zu besetzen."
Weiter folgt er Manin in seiner Analyse, dass man Repräsentativsysteme im Zuge der Amerikanischen und Französischen Revolution "in vollem Bewusstsein, dass die gewählten Vertreter angesehene Bürger sein werden, und sein sollten, die sich sozial von ihren Wählern abhoben"  (vgl. Adel) einführte:
"Gegenwärtige demokratische Systeme sind aus einer politischen Ordnung hervorgegangen, die von ihren Begründern als Gegenentwurf zur Demokratie gedacht war."
Von dieser Betrachtung ausgehend schlägt die Partei Losdemokratie - Partei für eine starke Bürgerschaft eine Umwendung zur ursprünglichen Idee der Demokratie (vgl. Isonomie/Isegorie) vor. Dem Anspruch nach stellte diese Form eine stabile Gesellschaftsordnung dar, die von umfassender Legitimität bei gleichzeitiger Handlungsfähigkeit getragen wird.

### Positionen

#### Bürgerräte
Bürgerräte bilden den Kern des Wahlprogramms (Stand: 2025) . Dabei sollen sog. "Bürgerkonventen" neben Prozessautonomie auch umfassende Gesetzgebungskompetenzen zuteil werden. Sie folgt darin deliberativen und organisationssoziologischen Erwartungen, dass Machtfragen das größte Hindernis erfolgreicher Kommunikations- und Handlungsprozesse sind. Die Auflösung der Machtfrage durch Losverfahren (Auswahl) und Gruppenpuzzle/Systemisches Konsensieren (Struktur) gewährleistet demnach nicht nur strukturelle Machtgleichheit, sondern führt auch zu einer besonderen Form der Gruppenidentität, einer "Bürgerfreundschaft" (vgl. Christian Meier ). 

#### Volksentscheide
Die Partei lehnt Volksentscheide ab. Grund dafür sind Annahmen über den öffentlichen Raum die zu struktureller Machtungleichheit führen, und die Autonomie und Legitimität des Prozesses selbst gefährden. Gruppenpsychologische Effekte seien in unmittelbaren Beziehungen kategorial anders (und konstruktiver) als in mediatiesierten/vermittelten (vgl. Mere-Exposure-Effekt).
1. ↑  Losdemokratie - Partei für eine starke Bürgerschaft: Aktuelles. Abgerufen am 16. August 2025.
2. ↑  Partij voor loting opgericht in Duitsland | Tegen Verkiezingen. Abgerufen am 16. August 2025.
3. ↑  Andrew Anthony: Against Elections: The Case for Democracy by David Van Reybrouck – review. In: The Guardian. 18. Juli 2016, ISSN 0261-3077 (theguardian.com [abgerufen am 16. August 2025]).
4. ↑  David van Reybrouck: Gegen Wahlen: Warum Abstimmen nicht demokratisch ist. Wallstein Verlag, Göttingen 2016, ISBN 978-3-8353-1871-7, S. 74.
5. 1 2  David Van Reybrouck: Gegen Wahlen: Warum Abstimmen nicht demokratisch ist. Wallstein Verlag, Göttingen 2016, ISBN 978-3-8353-1871-7, S. 71.
6. ↑  Dokumente: Programm. Abgerufen am 16. August 2025.
7. ↑  Christian Meier: Die Entstehung des Politischen bei den Griechen. Suhrkamp, Frankfurt am Main 1983, ISBN 978-3-518-28027-0, S. 212.